# Erik XI van Zweden
Erik XI (1216 — 2 februari 1250) was koning van Zweden van 1222 tot 1229 en opnieuw van 1234 tot 1250. Hij was de zoon van Erik X van Zweden en Rikissa van Denemarken.
Volgens het zeer partijdige Erikskrönikan, een kroniek over het leven van Erik XI geschreven kort na 1320, was Erik gedeeltelijk verlamd. Hij werd geboren na de dood van zijn vader, en ondertussen was Johan I, afkomstig uit het rivaliserende Huis Sverker en zelf pas vijftien jaar oud, door de Zweedse adel tot koning uitgeroepen. Dit was tegen de zin van de paus, die wenste dat Erik koning werd.
Toen Johan in 1222 stierf, werd de vijfjarige Erik tot koning uitgeroepen, maar een volwassen verre neef werd eerst voorzitter van de Raad van Regenten, en later deelde hij het koningschap met Erik als Knoet II. In 1229 werd Erik door Knoet naar Denemarken verbannen.
Na Knoets dood in 1234 kwam Erik terug naar Zweden en regeerde totdat hij zelf stierf in 1250. Hij werd begraven in het klooster van Varnhem in Västergötland. Erik was gehuwd met Catherina, dochter van Jarl Sune van Bjälbo en erfgename van het Huis Sverker. De meeste bronnen melden dat Erik kinderloos bleef, maar volgens sommige liet hij bij zijn dood een paar kleine dochters achter.
In 1236 was Eriks oudste zus Ingeborg, oudste zus van Erik, gehuwd met jarl Birger Magnusson. Birger was een neef van Ingegärd, de vrouw van Sverker II uit de Sverkerdynastie. Hun minderjarige oudste zoon Waldemar werd in 1250 tot koning gekozen en volgde Erik op. Birger werd Regent.
Erik VI · Olaf II · Anund Jacob · Emund · Stenkil · Erik VII · Erik VIII · Halsten · Haakon · Inge I · Sven · Erik Årsäll · Filips · Inge II · Ragnvald · Magnus · Sverker I · Erik IX · Karel VII · Knoet I · Sverker II · Erik X · Johan I · Erik XI · Knoet II · Waldemar I · Magnus I · Birger I · Magnus II · Albrecht · Margaretha · Erik XIII · Christoffel · Karel VIII · Christiaan I · Johan II · Christiaan II · Gustaaf I · Erik XIV · Johan III · Sigismund · Karel IX · Gustaaf II Adolf · Christina · Karel X Gustaaf · Karel XI · Karel XII · Ulrike Eleonora · Frederik · Adolf Frederik · Gustaaf III · Gustaaf IV Adolf · Karel XIII · Karel XIV Johan · Oscar I · Karel XV · Oscar II · Gustaaf V · Gustaaf VI Adolf · Carl Gustaf XVI
- KulturNav: f060efc8-2289-4901-94df-fd56d5571caf
- LIBRIS: 373951
- Virtual International Authority File: 308301698